# Словенија на Светском првенству у атлетици у дворани 2014.
Словенија је учествовала на Светском првенству у атлетици у дворани 2014. одржаном у Сопоту од 7. до 9. марта дванаести пут. Репрезентацију Словеније представљало је четворо такмичара (1 мушкарац и 3 жене), који су се такмичили у три дисциплине.
На овом првенству Словенија није освојила ниједну медаљу, а постигнути су један национални и 2 лична рекорда.

## Учесници
| Мушкарци: - Митја Кревс — 1.500 м | Жене: - Марина Томић — 60 м препоне - Маруша Мишмаш — 1.500 м - Тина Шутеј — Скок мотком |  |

## Резултати

### Мушкарци
| Атлетичар   | Дисциплина | Лични рекорд | Квалификација  | Квалификација | Финале               | Финале       | Детаљи |
| Атлетичар   | Дисциплина | Лични рекорд | Резултат       | Место         | Резултат             | Место        | Детаљи |
| ----------- | ---------- | ------------ | -------------- | ------------- | -------------------- | ------------ | ------ |
| Митја Кревс | 1.500 м    | 3:43,73 НР   | 3:43,22 НР, ЛР | 7. у гр. 2    | Није се квалификовао | 14 / 22 (23) |        |

### Жене
| Атлетичарка   | Дисциплина   | Лични рекорд | Квалификација | Квалификација | Полуфинале | Полуфинале | Финале                | Финале       | Детаљи                                   |
| Атлетичарка   | Дисциплина   | Лични рекорд | Резултат      | Место         | Резултат   | Место      |                       |              | Детаљи                                   |
| ------------- | ------------ | ------------ | ------------- | ------------- | ---------- | ---------- | --------------------- | ------------ | ---------------------------------------- |
| Марина Томић  | 60 м препоне | 8,05         | 8,07          | 3 у гр. 4 кв, | 8,05 =ЛР   | 5 у гр. 2  | Није се квалификовала | 11 / 29 (30) | Архивирано на веб-сајту (12. април 2014) |
| Маруша Мишмаш | 1.500 м      | 4:12,48      | 4:18,92       | 5 у гр. 3     |            |            | Није се квалификовала | 18 / 20      | Архивирано на веб-сајту (7. април 2014)  |
| Тина Шутеј    | Скок мотком  | 4,71 НР      |               |               | 4,55       | 10 / 12    |                       |              |                                          |